# Jonquel Jones
Pour les articles homonymes, voir Jones.
Jonquel Jones, née le 5 janvier 1994 à Freeport (Bahamas), est une joueuse bahaméenne de basket-ball, naturalisée bosnienne.

## Biographie
Née aux Bahamas dans une famille de sept enfants, elle découvre le basket-ball féminin par hasard à la télévision : "Je regardais la télévision en zappant sur les différentes chaînes et je me suis arrêté quand j'ai vu jouer au basket-ball. Je me suis dit : « Oh, mais ce sont des filles » . Je me suis assise et j'ai tout regardé. Je ne savais pas du tout ce qu'était la WNBA (...) J'étais heureuse de voir ça à la télévision. J'ai su que c'était le Shock de Détroit car je suis devenue une fan du Shock". Elle s'entraîne d'abord sur le terrain du domicile de sa grand'mère à Freeport aux Bahamas avec son ami et futur joueur NBA Buddy Hield.
Elle arrive dans le Maryland à l'âge de 14 ans et évolue dans la high school de Riverdale Baptist sous les ordres du coach Diane Richardson. En senior, ses statistiques sont de 15,7 points et 15,6 rebonds par rencontre. Elle est élue par Gatorade meilleure joueuse du Maryland et retenue pour disputer le WBCA All-America Game de 2012. Elle devient la troisième bahaméenne à décrocher une bourse sportive de basket-ball en division I de NCAA après Yolett McPhee-McCuin (Florida Atlantic/Rhode Island) et Waltiea Rolle (North Carolina). Elle évolue que moins d'une saison avec les Tigers de Clemson (huit rencontres), un choix motivé par le fait que sa compatriote Yolett McPhee-McCuin était alors assistante-coach des Tigers. Quand McPhee-McCuin quitte Clemson pour Jacksonville, Jones choisit de la suivre aux Colonials de George Washington où elle est assistante depuis 2012. Elle s'y affirme comme un des leaders de la conférence Atlantic 10 aux points, aux rebonds et aux contres, avec des moyennes en double-double. Après son transfert, elle est éligible à partir du 21 décembre 2013 mais intègre rapidement le second meilleur cinq de l'Atlantic 10 dont elle est déjà leader aux rebonds et seconde au nombre double-doubles réussis. En 2014-2015, elle est élue meilleure joueuse et meilleure défenseure de l'Atlantic 10. Sixième rebondeuse du pays, elle établit un nouveau record de prises sur une seule saison de son université. En 2015-16, elle manque dix rencontres sur blessure ce qui lui vaut une sélection seulement dans le second meilleur cinq de la Conférence et sa moyenne de 14,6 rebonds n'est pas validée comme la plus haute du pays faute d'un nombre suffisant de rencontres. Son record de rebonds sur un match est établi face aux Hawkeyes de l'Iowa le 27 novembre 2015. Elle n'est que la troisième des Colonials à atteindre 100 points, 800 rebonds et 100 contres. En carrière (Clemson inclus), elle inscrit 1 249 points et 1 041 rebonds. Elle est diplômée en justice criminelle.
Elle est le sixième choix de la draft WNBA 2016 par le Sun du Connecticut. Elle est la première joueuse des Colonials à être choisie au premier tour d'une draft WNBA.
Après la saison WNBA 2016, elle rejoint le club sud-coréen de Woori Bank Wibee où elle effectue une saison phénoménale qui conduit son club au titre et elle à la récompense de meilleure joueuse du championnat, ainsi qu'à prendre pleinement confiance en ses capacités.
Pour sa seconde saison WNBA, elle s'illustre dès la première rencontre de la saison le 28 mai avec 23 points et 21 rebonds face au Sky de Chicago, la treizième performances avec au moins 20 points et 20 rebonds sur une rencontre dans l'histoire de la WNBA. Elle s'attire le respect de Tina Charles alors qu'elle est la seule joueuse à obtenir des moyennes àdeux chiffres aux points et aux rebonds (respectivement 15,8 et 11,2) avec un temps de jeu passe de 14,1 minutes lors de son année rookie à 28,5 sur les 21 premières rencontres, elle est sélectionnée pour le All-Star Game et s'y illustre avec 24 points, dont trois paniers primés et un dunk. Après cinq années de disette, elle permet au Sun d'espérer une qualification en play-offs. Le 31 août, elle devient la seconde joueuse de l'histoire de la WNBA avec la seule Tina Charles à réussir trois rencontres à 20 rebonds ou plus lors d'une même saison. Elle bat le record du nombre de rebonds captés sur la saison régulière détenu depuis 2010 par Tina Charles avec 398 prises pour porter le record à 403. Elle est nommée joueuse ayant le plus progressé avec 32 voix sur 40, puis elle est élue dans le second meilleur cinq de la WNBA. Durant l'intersaison WNBA, elle joue en Chine au Shanxi Rui Flame qu'elle porte jusqu'en finale grâce à trois victoires sur Guangdong, dont 31 points, 14 rebonds et 3 interceptions lors de la victoire acquise 78 à 69 dans la dernière manche. Après une saison 2017-2018 éclatante sur le plan statistique (28,8 points et 18,3 rebonds), elle rejoint l'année suivante le club russe d'UMMC Iekaterinbourg.
Elle est nommée meilleure joueuse de la dernière semaine de la saison WNBA 2018. Elle reçoit cet honneur pour la troisième fois de sa carrière après avoir emmené Connecticut à un bilan de 21 succès pour 13 revers. Sur la semaine, le Sun obtient trois victoires qui lui permet de finir à la quatrième place de la saison régulière. Sur cette période, elle est la deuxième joueuse aux points inscrits (23,3), 3e aux rebonds (8,0), première à l'adresse (73,5 %), 3e aux contres (1,67 ) et à l'adresse à trois points (68,8 %). Elle est élue meilleure sixième femme de la saison ayant débuté 18 des 34 rencontres auxquelles elle a pris part pour 11,8 points, 5,5 rebonds, 1,24 contre et 1,7 passe décisive.
Vainqueure de l’Euroleague 2021 avec UMMC Ekaterinbourg, elle réussit également une saison WNBA 2021 de haut vol avec 19,4 points, 11,2 rebonds, 2,8 passes décisives, 1,3 contre et 1,3 interception, permettant au Sun d'obtenir le meilleur bilan de la saison régulière (26 victoires en 32 matches) et d'être élue meilleure joueuse de la saison.

## Équipe nationale
Naturalisée bosnienne, elle devient membre de l'équipe de Bosnie-Herzégovine et dispute le championnat d'Europe 2021. En novembre 2021 pour les qualifications pour l'Euro 2023, la Bosnie bat la Belgique grâce à ses 44 points (à 14 sur 26 au tir ; 3 sur 7 à trois points ; et 13 sur 14 aux lancers) et 22 rebonds pour une évaluation individuelle de 51 en 39 minutes.
Après plusieurs saisons en Russie, elle s'engage pour la saison 2022-2023 avec le club turc de Mersin.

## Statistiques

### États-Unis

#### Université
| Gras/Meilleures performances |

| Saison    | Équipe                         | Matchs | Titul. | Min./m | % Tir | % 3pts | % LF | Rbds/m. | Pass/m. | Int/m. | Ctr/m. | Pts/m. |
| --------- | ------------------------------ | ------ | ------ | ------ | ----- | ------ | ---- | ------- | ------- | ------ | ------ | ------ |
| 2012-2013 | Tigers de Clemson              | 6      |        |        | 55,8  | 28,6   | 75,0 | 11,0    | 0,8     | 0,3    | 1,8    | 10,8   |
| 2013-2014 | Colonials de George Washington | 5      | 0      | 32,6   | 39,5  | 14,3   | 62,5 | 11,0    | 2,4     | 1,2    | 2,6    | 15,4   |
| 2014-2015 | Colonials de George Washington | 15     | 0      | 28,7   | 43,5  | 35,1   | 65,2 | 12,9    | 2,5     | 0,8    | 1,9    | 15,3   |
| 2015-2016 | Colonials de George Washington | 23     | 8      | 29,8   | 41,7  | 31,1   | 74,3 | 14,6    | 2,3     | 1,0    | 3,3    | 16,2   |
| Total     | Total                          | 49     | 8      | 26,1   | 42,9  | 30,3   | 70,1 | 13,3    | 2,2     | 0,9    | 2,6    | 15,2   |

#### WNBA

##### En saison régulière
| MVP de la saison | Sixième femme de l'année | Meilleure progression de l'année | Leader de la ligue | Record WNBA | Gras/Meilleures performances | [ 23 ] |

| Saison        | Équipe        | MJ  | M5  | Min  | %T   | %3   | %LF  | Rb   | PD  | Int | Ctr | BP  | F   | Pts  |
| ------------- | ------------- | --- | --- | ---- | ---- | ---- | ---- | ---- | --- | --- | --- | --- | --- | ---- |
| 2016          | Connecticut   | 34  | 6   | 14,1 | 53,1 | 33,3 | 73,9 | 3,7  | 0,6 | 0,6 | 1,1 | 0,7 | 2,1 | 6,8  |
| 2017          | Connecticut   | 34  | 34  | 28,5 | 53,4 | 44,6 | 81,8 | 11,9 | 1,5 | 0,9 | 1,5 | 1,7 | 3,4 | 15,4 |
| 2018          | Connecticut   | 34  | 16  | 20,5 | 55,0 | 46,7 | 67,1 | 5,5  | 1,7 | 0,4 | 1,2 | 1,6 | 2,9 | 11,8 |
| 2019          | Connecticut   | 34  | 34  | 28,8 | 44,8 | 30,9 | 81,8 | 9,7  | 1,5 | 1,3 | 2,0 | 1,9 | 2,8 | 14,6 |
| 2021          | Connecticut   | 27  | 27  | 31,7 | 51,5 | 36,2 | 80,2 | 11,2 | 2,8 | 1,3 | 1,3 | 2,9 | 3,1 | 19,4 |
| 2022          | Connecticut   | 33  | 32  | 26,4 | 51,3 | 36,9 | 80,2 | 8,6  | 1,8 | 1,1 | 1,2 | 2,6 | 2,7 | 14,6 |
| Total         | Total         | 196 | 149 | 24,8 | 51,1 | 37,7 | 78,7 | 8,3  | 1,6 | 0,9 | 1,4 | 1,9 | 3,0 | 13,6 |
| All-Star Game | All-Star Game | 4   | 4   | 24,0 | 55,0 | 42,9 | 75,0 | 12,3 | 3,0 | 1,5 | 0,7 | 0,7 | 0,5 | 21,0 |

##### En playoffs
| Gras/Meilleures performances | [ 23 ] |

| Saison | Équipe      | MJ | M5 | Min  | %T   | %3   | %LF   | Rb   | PD  | Int | Ctr | BP  | F   | Pts  |
| ------ | ----------- | -- | -- | ---- | ---- | ---- | ----- | ---- | --- | --- | --- | --- | --- | ---- |
| 2017   | Connecticut | 1  | 1  | 39,0 | 38,5 | 40,0 | 87,5  | 15,0 | 2,0 | 0,0 | 0,0 | 1,0 | 5,0 | 19,0 |
| 2018   | Connecticut | 1  | 1  | 26,0 | 66,7 | 0,0  | 100,0 | 7,0  | 7,0 | 0,0 | 0,0 | 0,0 | 2,0 | 13,0 |
| 2019   | Connecticut | 8  | 8  | 32,5 | 52,8 | 26,7 | 76,7  | 10,4 | 2,0 | 0,6 | 1,5 | 1,9 | 3,0 | 17,9 |
| 2021   | Connecticut | 4  | 4  | 35,0 | 45,8 | 44,4 | 77,8  | 9,8  | 3,3 | 1,3 | 2,3 | 2,0 | 1,5 | 16,3 |
| 2022   | Connecticut | 12 | 12 | 27,0 | 50,7 | 41,4 | 82,9  | 8,4  | 2,0 | 0,6 | 1,1 | 2,1 | 2,6 | 14,9 |
| Total  | Total       | 26 | 26 | 30,3 | 50,5 | 34,7 | 80,7  | 9,4  | 2,4 | 0,7 | 1,3 | 1,9 | 2,6 | 16,1 |

## Palmarès et distinctions

### Palmarès

#### En Europe
- Vainqueure de l'Euroligue féminine de basket-ball 2020-2021[18]
- Vainqueure de l'Euroligue féminine de basket-ball 2018-2019
- Championne de Russie 2020
- Championne de Russie 2019

#### En Corée du Sud
- Championne de Corée du Sud 2017[4].

### Distinctions personnelles

#### En sélection nationale
- Meilleur cinq du Championnat d'Europe 2021

#### En WNBA
- 1x WNBA Most Valuable Player en 2021
- 1x WNBA Commissioner's Cup Most Valuable Player en 2023
- 1x WNBA Sixth Woman of the Year en 2018
- 1x WNBA Most Improved Player en 2017
- 4 Sélection aux WNBA All-Star Game en 2017, 2019, 2021 et 2022
- 1x All-WNBA First Team en 2021
- 3x All-WNBA Second Team en 2017, 2019 et 2022
- 2x All-Defensive First Team en 2019 et 2021
- 1x All-Defensive Second Team en 2022
- 4x Joueuse du mois en juin 2017, mai 2021, août 2021, septembre 2021
- 12x joueuse de la semaine

#### En Corée du Sud
- Meilleure joueuse du championnat de Corée du Sud 2017[4].

#### En NCAA
- Meilleure joueuse de l'Atlantic 10 (2015[6])
- Défenseure de l’année de Atlantic 10 (2015[6])
- Second meilleur cinq de l'Atlantic 10 (2014, 2016[5])

## Pour approfondir